# RENFE-Baureihe 7200
Die Reihe 7200, später 272 der spanischen Staatsbahn RENFE ist eine Baureihe elektrischer Lokomotiven für den schweren Schnellzugdienst, die 1927 bei Babcock & Wilcox in Bilbao für mit 1,5 kV Gleichspannung elektrifizierte Hauptbahnen gebaut wurde.

## Entwicklung und Einsatz

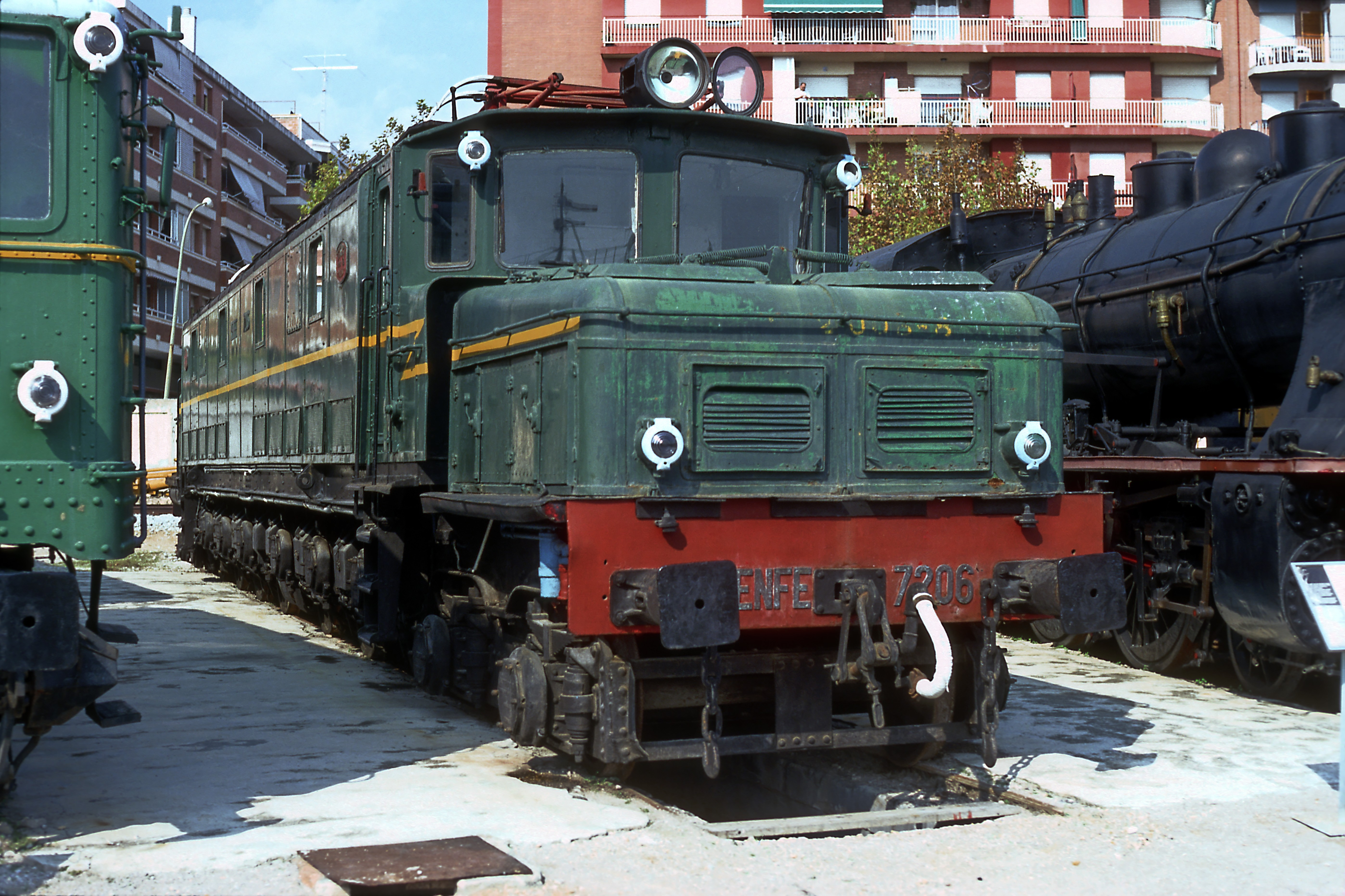
Erhaltene 272 006 in Vilanova i la Geltrú (Oktober 1995)

Mit der Elektrifizierung der Hauptbahn Madrid–Hendaye wurden leistungsstarke elektrische Lokomotiven benötigt. Aus diesem Grund wurde neben anderen Loktypen auch die Reihe 7200 beschafft. Während der US-amerikanische Hersteller Babcock & Wilcox in seiner spanischen Fabrik in Bilbao den mechanischen Teil (Lokomotivkasten, Laufwerk usw.) produzierte, lieferte das schweizerische Unternehmen BBC die gesamte elektrische Ausrüstung (wie Schaltwerk und Fahrmotoren). Zwölf Lokomotiven wurden 1927 gebaut und 1929 mit den Nummern 7201 bis 7212 bei der CCHNE in Dienst gestellt. Anfangs übernahmen sie den Schnellverkehr auf der Teilstrecke Alsasua–Irun. Später wurde das Einsatzgebiet auf Miranda de Ebro und Burgos ausgeweitet. 1941 gingen die Maschinen mit der Verstaatlichung der CCHNE in den Besitz der RENFE über. Die dunkelblaue Lackierung wurde durch ein dunkles Grün ersetzt. Im Jahr 1967 begannen Zweispannungslokomotiven für 1,5 kV und 3 kV Gleichspannung die konventionellen elektrischen Lokomotiven zu verdrängen. Mit der Umstellung auf EDV-Nummerierung erhielten sie die Nummern 272 001 bis 272 012. Bis 1976 wurden alle Fahrzeuge ausgemustert und bis auf ein Exemplar verschrottet. Die 272 006 blieb erhalten und ist heute in ursprünglicher dunkelblauer Farbgebung und nummeriert als 7206 im Eisenbahnmuseum von Katalonien in Vilanova i la Geltrú zu besichtigen.

## Technische Beschreibung

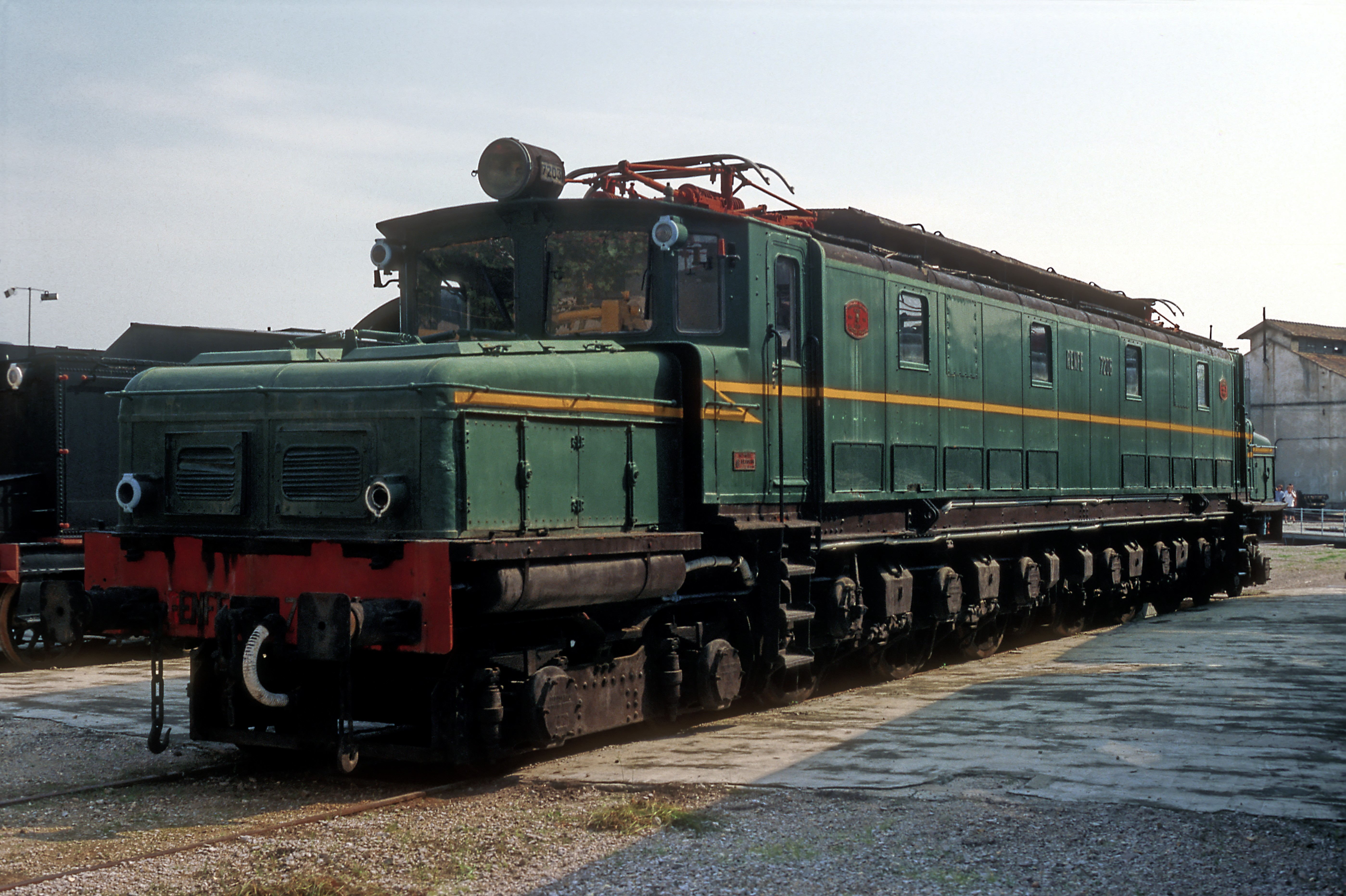
272 006 in grüner Farbgebung

Bei der Reihe 7200 handelt es sich um eine Krokodillokomotive. Der Lokomotivkasten mit dem mittig angeordneten Maschinenraum und den beiden Führerständen liegt auf zwei Triebgestellen auf, die an den Enden einen Vorbau tragen. Die Triebgestellrahmen nehmen jeweils drei Treibradsätze auf und werden von einem vorauslaufenden, zweiachsigen Laufdrehgestell geführt. Die Dienstmasse des Fahrzeugs liegt bei 145 t. Die Maschine arbeitet eingangs mit 1,5 kV Gleichspannung. Der Antrieb erfolgt durch sechs Gleichstromfahrmotoren. Trotz des Einsatzes im Reisezugdienst erhielten die Lokomotiven keine elektrische Zugheizung. Sie verfügen über eine Saugluftbremse, eine direkt wirkende Druckluft-Zusatzbremse sowie eine Handbremse. Die Höchstgeschwindigkeit beträgt 110 km/h.